# Томас, Билл (хоккеист)
Билл Томас (англ. Bill Thomas; 20 июня 1983, Питтсбург) — американский хоккеист, крайний правый нападающий. В настоящее время является игроком зальцбургского «Ред Булла», выступающего в Австрийской лиге (англ. EBEL).